# Carl Beckerfelt
Carl Beckerfelt, tidigare Becker, född i Stockholm, död 1674, var en svensk inspektor.

## Biografi
Carl Beckerfelt föddes i Stockholm. Han var son till handelsmannen Johan Becker och Christina de Wijk. Beckerfelt blev ryttmästare och blev 23 april 1646 inspektor vid Åkers krutbruk. Han adlades 2 juni 1654 till Beckerfelt och introducerades samma år i Sveriges Riddarhus som nummer 625. Beckerfelt blev senare generalinspektör över alla krutbruk och salpetersjuderier i Sverige. Han avled 1674 och begravdes 28 mars 1675 i Mariefred.

### Egendom
Beckerfelt ägde Mora gård i Dunkers socken och Beckershov i Östra Vingåkers socken.

### Familj
Beckerfelt gifte sig första gången med en kvinna (död 1658). De fick tillsammans dottern Margareta Beckerfelt (1646–1726) som var gift med löjtnanten Anders Örnflycht vid artilleriet och ryttmästaren Carl Behm vid Östgöta kavalleriregemente och majoren Carl Beckerfelt (död 1694) i Hamburg.
Beckerfelt gifte sig andra gången med Gunilla Rosenstråle (1636–1703), dotter av överstelöjtnanten Svante Rosenstråle och Margareta Qvaase. De fick tillsammans barnen Christina Beckerfelt (1663–1735) som var gift med hovmästaren marutiz Rautsch och kornetten Hans Stockman, Beata Beckerfelt (död 1705) som var gift med löjtnanten Zackarias Silfverbrand, Ingrid Catharina Beckerfelt (1668–1726) som var gift med kyrkoherden Nils Kyronius i Björklinge församling, Gunilla Beckerfelt som var gift med lanträntmästaren Johan Manderstierna och Maria Beckerfelt som var gift med Ekeroth. Efter Carl Beckerfelts död gifte Gunilla Rosenstråle om sig med jägmästaren Gabriel Örnecrantz.